# After School
After School (hangul: 애프터스쿨) är en sydkoreansk tjejgrupp bildad 2009 av Pledis Entertainment som varit inaktiv sedan 2015 men som ej är upplöst.
Gruppen består av de sex medlemmarna Uee, Raina, Nana, Lizzy, E-Young och Kaeun.

## Medlemmar
| Artistnamn   | Artistnamn | Födelsenamn    | Födelsenamn | Födelsedatum      | Medlemstid |
| Romanisering | Hangul     | Romanisering   | Hangul      | Födelsedatum      | Medlemstid |
| Nuvarande    | Nuvarande  | Nuvarande      | Nuvarande   | Nuvarande         | Nuvarande  |
| ------------ | ---------- | -------------- | ----------- | ----------------- | ---------- |
| Nana         | 나나       | Im Jin-ah      | 임진아      | 14 september 1991 | 2009-idag  |
| Tidigare     |            |                |             |                   |            |
| E-Young      | 이영       | Noh Yi-young   | 노이영      | 16 augusti 1992   | 2011-2020  |
| Raina        | 레이나     | Oh Hye-rin     | 오혜린      | 7 maj 1989        | 2009-2020  |
| Kaeun        | 가은       | Lee Ka-eun     | 이가은      | 20 augusti 1994   | 2012-2019  |
| Lizzy        | 리지       | Park Soo-young | 박수영      | 31 juli 1992      | 2010-2018  |
| Uee          | 유이       | Kim Yu-jin     | 김유진      | 9 april 1988      | 2009-2017  |
| Jungah       | 정아       | Kim Jung-ah    | 김정아      | 2 augusti 1983    | 2009-2016  |
| Jooyeon      | 주연       | Lee Joo-yeon   | 이주연      | 19 mars 1987      | 2009-2014  |
| Kahi         | 가희       | Park Ji-young  | 박지영      | 25 december 1980  | 2009-2012  |
| Bekah        | 베카       | Rebecca Kim    | 김레베카    | 11 augusti 1989   | 2009-2011  |
| Soyoung      | 소영       | Yoo So-young   | 유소영      | 29 mars 1986      | 2009       |

## Diskografi

### Album
| Albuminformation                                     | Topplacering          | Topplacering   |
| Albuminformation                                     | Sydkorea (Gaon Chart) | Japan (Oricon) |
| Koreanska                                            | Koreanska             | Koreanska      |
| ---------------------------------------------------- | --------------------- | -------------- |
| New Schoolgirl (EP-skiva) - Släppt: 15 januari 2009  | 5                     | —              |
| Because of You (EP-skiva) - Släppt: 25 november 2009 | 2                     | —              |
| Bang! (EP-skiva) - Släppt: 25 mars 2010              | 2                     | —              |
| Happy Pledis (EP-skiva) - Släppt: 7 december 2010    | 2                     | —              |
| Virgin (Studioalbum) - Släppt: 29 april 2011         | 2                     | 162            |
| A.S. Red & Blue (EP-skiva) - Släppt: 20 juli 2011    | 18                    | —              |
| Flashback (EP-skiva) - Släppt: 20 juni 2012          | 3                     | —              |
| First Love (EP-skiva) - Släppt: 13 juni 2013         | 11                    | —              |
| Japanska                                             |                       |                |
| Playgirlz (Studioalbum) - Släppt: 14 mars 2012       | —                     | 8              |
| Dress to Kill (Studioalbum) - Släppt: 19 mars 2014   | —                     | 33             |

### Singlar
| År        | Titel                               | Topplacering          | Topplacering   |
| År        | Titel                               | Sydkorea (Gaon Chart) | Japan (Oricon) |
| Koreanska | Koreanska                           | Koreanska             | Koreanska      |
| --------- | ----------------------------------- | --------------------- | -------------- |
| 2009      | "AH"                                | 8                     | —              |
| 2009      | "Diva"                              | 4                     | —              |
| 2009      | "Dream Girl"                        | 20                    | —              |
| 2009      | "Amoled"                            | 5                     | —              |
| 2009      | "Because of You"                    | 1                     | —              |
| 2010      | "Bang!"                             | 2                     | —              |
| 2010      | "Love Love Love"                    | 8                     | —              |
| 2011      | "Shampoo"                           | 4                     | —              |
| 2011      | "In the Night Sky"                  | 9                     | —              |
| 2011      | "Wonder Boy"                        | 15                    | —              |
| 2011      | "Love Letter"                       | 37                    | —              |
| 2012      | "Flashback"                         | 14                    | —              |
| 2013      | "First Love"                        | 7                     | —              |
| 2014      | "Week"                              | 40                    | —              |
| Japanska  |                                     |                       |                |
| 2011      | "Bang!"                             | —                     | 7              |
| 2011      | "Diva"                              | —                     | 12             |
| 2012      | "Rambling Girls" / "Because of You" | —                     | 7              |
| 2012      | "Lady Luck" / "Dilly Dally"         | —                     | 6              |
| 2013      | "Heaven"                            | —                     | 7              |
| 2014      | "Shh"                               | —                     | 12             |
| 2014      | "Shine"                             | —                     | —              |